# Wie lieblich ist der Maien
Wie lieblich ist der Maien ist ein evangelisches geistliches Lied (Evangelisches Gesangbuch Nr. 501). Es lobt Gott für die Freuden des Frühlingsmonats Mai. Der Text stammt von Martin Behm. Die heute gebräuchliche Melodie geht auf eine Vorlage von Johann Steuerlein zurück.

## Entstehung und Rezeption

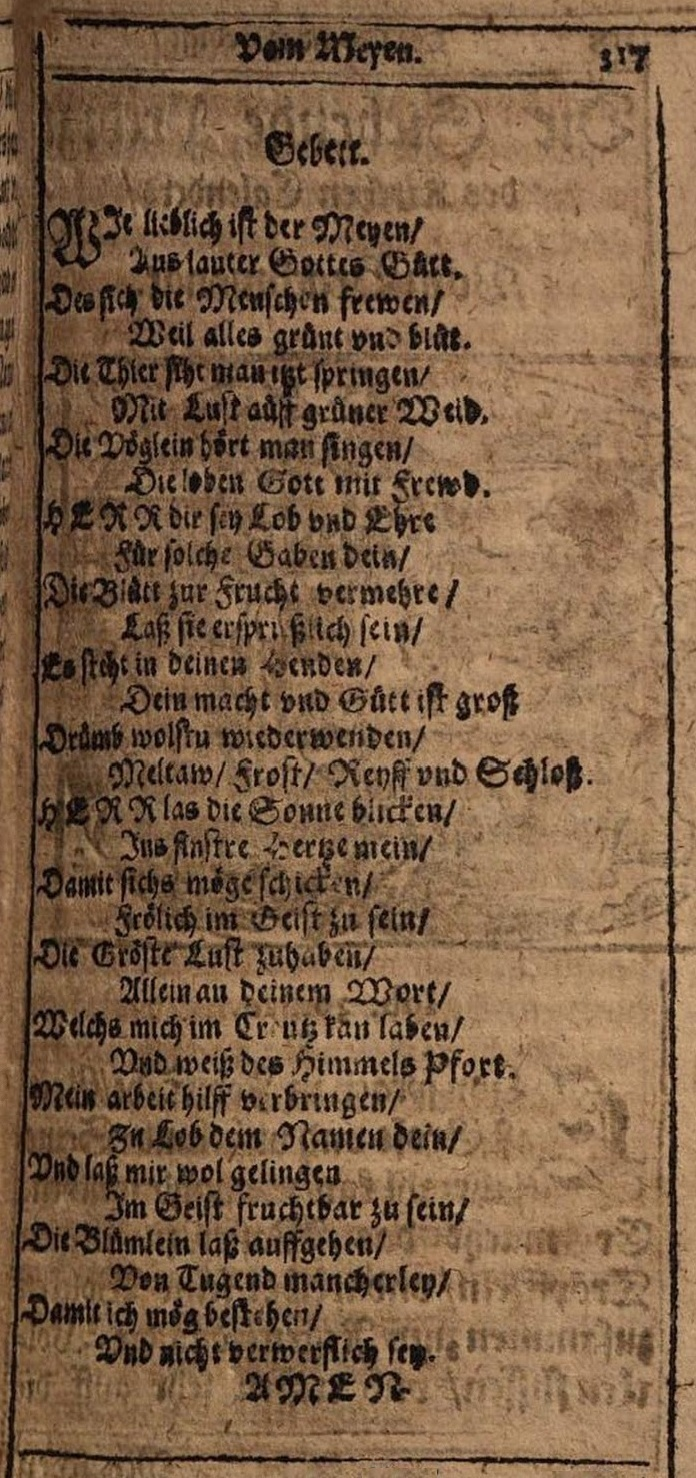
Wie lieblich ist der Maien in Martin Behms Kirchen Calender (Auflage 1608)

Martin Behm (1557–1622), lutherischer Pfarrer in Lauban und geistlicher Schriftsteller, veröffentlichte 1606 (Vorwort datiert 1604) seinen Kirchen Calender – Das ist, Christliche Erklerung Des Jahres vnd der zwölff Monaten: Allen Pfarherrn, Schuldienern vnnd Haußvätern in 13 Predigten verfasset vnd abgehandelt. Im Vorwort erklärt er seine Absicht, die Leser und Hörer auf Gottes für den Menschenverstand unbegreifliches Schöpferwirken aufmerksam zu machen, denn „die grösten Wunderwercke GOttes werden geringe gehalten, weil sie teglich geschehen“. Aus der Wahrnehmung, gedeutet durch das offenbarte Gotteswort, sollen Dankbarkeit und gottgefälliges Leben erwachsen. Jede Monatspredigt schließt mit einem gereimten Gebet, das den Inhalt zusammenfasst und Lob und Bitte an Gott richtet. Von diesen Monatsliedern steht im Evangelischen Gesangbuch auch das für den Juni (Nr. 500).
Entsprechend dem Programm des Gesamtwerks beginnt das Mailied mit der Anschauung des erwachenden Lebens in der Natur und dem Dank an Gott. Dann folgt die Bitte um das Fruchttragen der blühenden Pflanzen und um Schutz vor Wetterschäden („Mehltau, Frost, Reif und Schloß’“), weiter um die geistliche Sonne, die auch „im Kreuz kann laben“, und schließlich um die Fruchtbarkeit des Glaubens in der alltäglichen Arbeit. Dabei entfaltet es wesentlich Aussagen des Psalms 104.
Wie lieblich ist der Maien fand als Kirchenlied jahrhundertelang kaum Verwendung und stand bald im Schatten der jüngeren Jahreszeitenlieder Paul Gerhardts, vor allem Geh aus, mein Herz, und suche Freud. Es fehlt in allen Auflagen der Praxis Pietatis Melica und noch im Deutschen Evangelischen Gesangbuch von 1915. Für den Gottesdienstgesang findet es sich erstmals im Evangelischen Kirchengesangbuch von 1950, dort auch erstmals mit der freudigen Melodie, die es rasch beliebt machte (Nr. 370).

## Text im Evangelischen Gesangbuch
1. Wie lieblich ist der Maien

aus lauter Gottesgüt,

des sich die Menschen freuen,

weil alles grünt und blüht.

Die Tier sieht man jetzt springen

mit Lust auf grüner Weid,

die Vöglein hört man singen,

die loben Gott mit Freud.

2. Herr, dir sei Lob und Ehre

für solche Gaben dein!

Die Blüt zur Frucht vermehre,

lass sie ersprießlich sein.

Es steht in deinen Händen,

dein Macht und Güt ist groß;

drum wollst du von uns wenden

Mehltau, Frost, Reif und Schloß’.

3. Herr, lass die Sonne blicken

ins finstre Herze mein,

damit sich’s möge schicken,

fröhlich im Geist zu sein,

die größte Lust zu haben

allein an deinem Wort,

das mich im Kreuz kann laben

und weist des Himmels Pfort.

4. Mein Arbeit hilf vollbringen

zu Lob dem Namen dein

und lass mir wohl gelingen,

im Geist fruchtbar zu sein;

die Blümlein lass aufgehen

von Tugend mancherlei,

damit ich mög bestehen

und nicht verwerflich sei.

## Melodie
Behms Text war zunächst als gereimtes Gebet, nicht als Lied konzipiert. In der 1617er Auflage seines Kirchen Calenders fügte er aber den Hinweis hinzu: „Im Thon, Ich danck dir lieber HErre“; diese Melodie ist heute bekannt als Lob Gott getrost mit Singen. Die Herausgeber des EKG entschieden sich jedoch für eine Melodieⓘ, deren Urform sich in den Weltlichen Gesengen von Johann Steuerlein (Erfurt 1575) findet (Mit Lieb bin ich umfangen) und die seit 1581 auch mit geistlichen Texten verbunden worden war. Mit ihrem freudig „laufenden“ Charakter, ihrem eingängigen Rhythmus und ihrer reinen Dur-Tonalität ohne modale Reste bietet sie sich etwa auch für christliche Wandergruppen im Mai an.
Martha Müller-Zitzke (1899–1972) schuf 1947 auf die Steuerlein-Melodie eine Nachdichtung von Psalm 104: Auf, Seele, Gott zu loben, die Eingang in die Ausgabe Rheinland/Westfalen/Lippe/reformiert des Evangelischen Gesangbuchs gefunden hat (Nr. 690). Auch im Evangelischen Gesangbuch Wo wir dich loben, wachsen neue Lieder – plus ist das Lied unter der Nummer 106 mit sieben Strophen enthalten; sodann im Gesangbuch der Evangelisch-methodistischen Kirche unter der Nummer 64; im Mennonitischen Gesangbuch unter Nr. 80, im gemeinsamen Gesangbuch des Bundes Evangelisch-Freikirchlicher Gemeinden und des Bundes Freier evangelischer Gemeinden Feiern und Loben bei Nr. 500.
1978 schrieb Detlev Block sein Lied zur Sommersonnenwende Das Jahr steht auf der Höhe. Mit diesem Text fand die Melodie von Wie lieblich ist der Maien 2013 auch Eingang ins Gotteslob (Nr. 465).